# 船东
船东是指輪船的所有者。大部分船东是公司，不過也有一些是个人和证券投资基金。商船的船東一般从事航运業。有些船東會親自運貨，還有一些船東將船隻出租給其他公司或個人經營。如果船东是個人而且直接通過旗下船隻經營航運業，那麼他並不親自開船，而是會選擇僱傭船员和船長。  很多船東還會加入航运商会。